# St. Peter und Paul (Baiernrain)

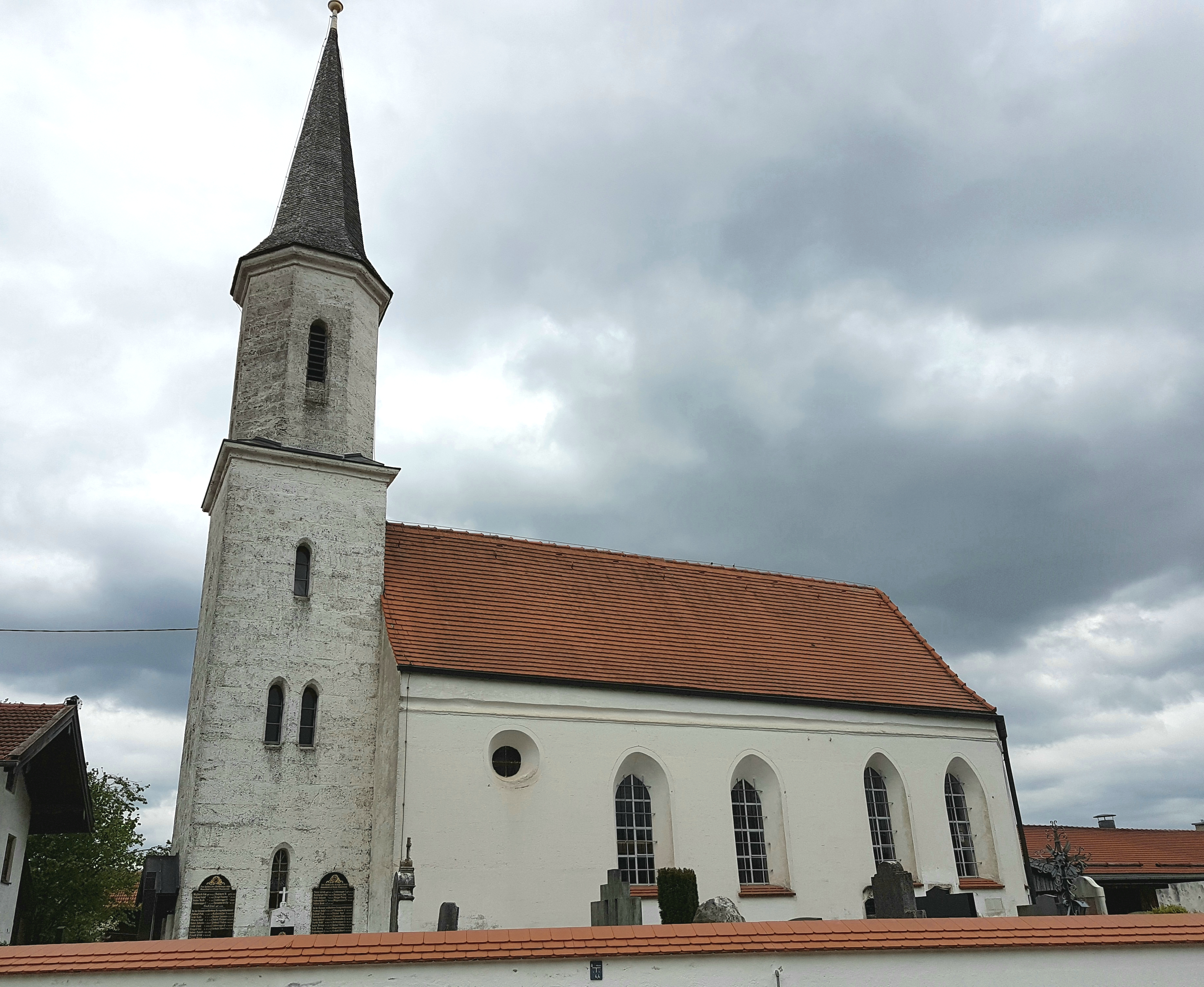
St. Peter und Paul in Baiernrain

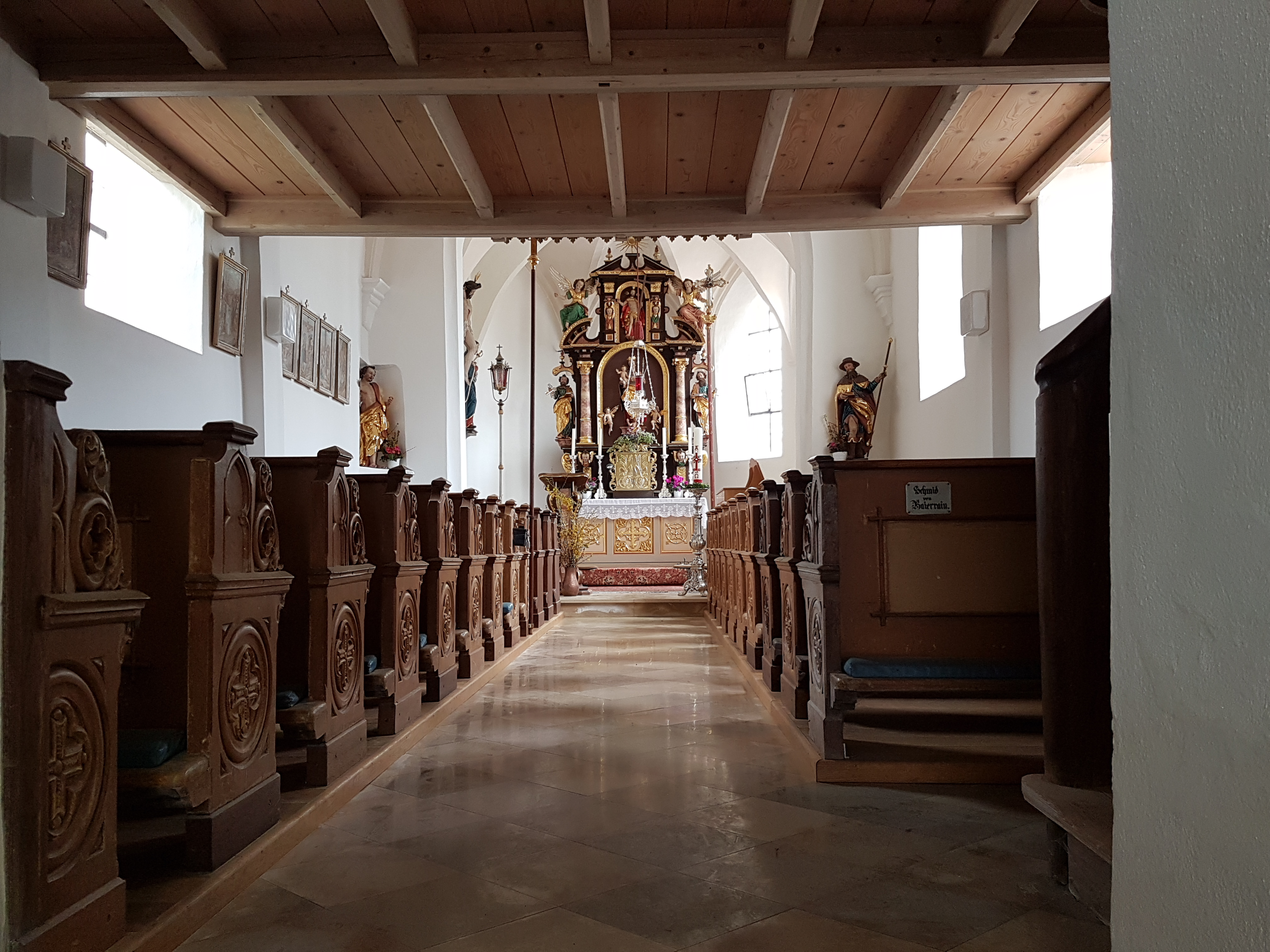
Innenraum

Die römisch-katholische Filialkirche St. Peter und Paul steht in Baiernrain, einem Gemeindeteil von Dietramszell im oberbayerischen Landkreis Bad Tölz-Wolfratshausen. Das Bauwerk ist  als Baudenkmal unter der Nr. D-1-73-118-35 eingetragen. Die Kirche gehört zum Erzbistum München und Freising.

## Beschreibung
Die im Kern gotische Saalkirche wurde nach ihrer Zerstörung im Dreißigjährigen Krieg 1664–68 wieder hergestellt. Sie besteht aus einem Langhaus, einem eingezogenen Chor mit Fünfachtelschluss im Osten, einer Sakristei an der Nordwand des Chors und einem Kirchturm im Westen, der mit einem achteckigen Geschoss aufgestockt, das den Glockenstuhl beherbergt, und mit einem spitzen Helm bedeckt wurde. 
Der Innenraum des Langhauses ist mit einem Stichkappengewölbe überspannt, der des Chors mit einem Kreuzgewölbe. Seitlich des Chorbogens stehen die Skulpturen des heiligen Sebastian und des Rochus von Montpellier. Der nach 1632 aufgestellte Hochaltar wird von den Skulpturen des Simon Petrus und des Paulus von Tarsus flankiert. Im Altarauszug ist der auferstandene Jesus Christus dargestellt. Die Truhenorgel mit drei Registern wurde 2003 als Opus 21 von der Münchner Orgelbau Johannes Führer gebaut.